# Van T. Barfoot

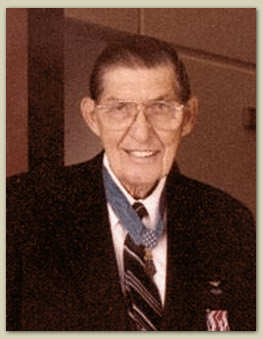
Van T. Barfoot mit der Medal of Honor

Van Thurman Barfoot (* 15. Juni 1919 in Edinburg, Leake County, Mississippi; † 2. März 2012 in Richmond, Virginia) war ein US-amerikanischer Oberst der US Army, dem am 28. September 1944 für seine Tapferkeit als Technical Sergeant im Zweiten Weltkrieg die Medal of Honor verliehen wurde, die höchste militärische Auszeichnung der US-Regierung.

## Leben
Barfoot trat 1940 seinen Militärdienst in der US Army an und nahm als Angehöriger des 157. Feldartillerieregiments der 45th Infantry Division am Zweiten Weltkrieg teil.
Am 28. September 1944 wurde ihm vom Kommandeur der 7. US-Armee, Generalleutnant Alexander M. Patch, in Épinal die Medal of Honor verliehen, die höchste militärische Auszeichnung der US-Regierung. Damit würdigte die Regierung seine heldenhafte Handlung in der Nähe der italienischen Stadt Carano als Technical Sergeant des 3. Platoon der L-Kompanie des 3. Bataillon des 157. Feldartillerieregiments der 45. Infanteriedivision am 23. Mai 1944: Bewaffnet mit einer Bazooka ging er in unmittelbare Stellung vor drei anrückenden Panzern der deutschen Wehrmacht und zerstörte mit dem ersten Schuss aus knapp 70 Metern Entfernung die Kette des führenden Panzers und setzte diesen damit außer Gefecht. Im Anschluss rückte er in die Nähe feindlicher Stellungen und zerstörte einen kurz zuvor verlassenen deutschen Gefechtsstand mit einer Sprengladung. Bei seinem Rückmarsch zu seiner Einheit half er zwei schwer verwundeten Soldaten des Zuges über eine Entfernung von 1,5 Kilometern zu einem sicheren Unterstand.
Nach dem Ende des Zweiten Weltkriegs verblieb er in der US Army und nahm auch am Koreakrieg sowie am Vietnamkrieg teil. Für seine dortigen Einsätze wurde er darüber hinaus mit dem Silver Star, dem Bronze Star sowie dreimal mit dem Purple Heart geehrt, der einzigen Verwundetenauszeichnung der US-Streitkräfte.
1974 wurde er mit dem Dienstgrad eines Obersts in den Ruhestand verabschiedet.

## Einzelnachweis
1. 1 2  Medal of Honor Recipient Van T. Barfoot Passes Away at 92. In: marketwatch.com. 2. März 2012, archiviert vom Original (nicht mehr online verfügbar) am 7. März 2012; abgerufen am 4. Juni 2025 (englisch).

| Personendaten    | Personendaten                             |
| ---------------- | ----------------------------------------- |
| NAME             | Barfoot, Van T.                           |
| ALTERNATIVNAMEN  | Barfoot, Van Thurman (vollständiger Name) |
| KURZBESCHREIBUNG | US-amerikanischer Oberst                  |
| GEBURTSDATUM     | 15. Juni 1919                             |
| GEBURTSORT       | Edinburg, Leake County, Mississippi       |
| STERBEDATUM      | 2. März 2012                              |
| STERBEORT        | Richmond, Virginia                        |